# エデュアルト・ディートル
エデュアルト・ディートル（ドイツ語: Eduard Dietl、1890年7月21日 - 1944年6月23日）は、ドイツの陸軍軍人。第二次世界大戦ではドイツ国防軍陸軍に所属し、第3山岳師団長や第20山岳軍司令官などを務めた。最終階級は上級大将。

## 経歴
1890年7月21日にバイエルン州バート・アイブリンクで、同名の父エデュアルトと母リナの間に生まれる。ローゼンハイムのギムナジウムでアビトゥーアに合格した後、1909年10月にバンベルクに駐屯するバイエルン第5歩兵連隊に入隊する。1910年10月から1911年8月までミュンヘンの士官学校（クリークスシューレ）で教育を受け、修了後に少尉任官して連隊の機関銃小隊長、次いで1914年8月に第1大隊の副官となった。第一次世界大戦に出征し、1914年10月に負傷。1915年1月にバイエルン第1歩兵連隊の補充大隊、同年3月に再び第5歩兵連隊の補充大隊へ転属し、同連隊の第1大隊と再び出征。同年7月に中尉へ昇進し中隊長を務める。1916年11月にバイエルン第7歩兵旅団の次席副官を拝命。その後1917年10月に第5歩兵連隊、同年12月には第7歩兵旅団のそれぞれ副官を務めた。第一次世界大戦では4回負傷し、二級鉄十字章および一級鉄十字章を受勲している。
1919年3月フランツ・フォン・エップのフライコールに加わり、同フライコールが国防軍に吸収された後の同年3月に大尉へ昇進する。1920年には国家社会主義ドイツ労働者党(NSDAP)の前身であるドイツ労働者党(DAP)に入党している。1920年に第19歩兵師団隷下の第3大隊で第1中隊長を拝命したが、この大隊は山岳戦を担任していた。同年、現役将校としての政治活動を避けるために離党したが、党やヒトラーとの縁を絶ったわけではなく、その後もカップ一揆の準備に関与したり、連合国軍によるルール占領に対抗して突撃隊への軍事訓練を施している。ミュンヘン一揆においては突撃隊の武装解除を拒否して連隊の査問を受け、明確な命令を受けていないことから抗命罪には問われなかったものの、演習場勤務に左遷された。
1940年4月、ノルウェー侵攻作戦のナルヴィク攻略部隊である第3山岳師団長を務める。ナルヴィクの戦いではドイツ海軍が敗北して補給が困難になるも、フランスで劣勢になった連合国軍が撤退するまで耐えて戦い抜き、最終的に勝利した。この功績によりドイツ国内で民族的英雄(Volkshelden)扱いされる。5月9日には騎士鉄十字章を授与された。
1940年6月19日に柏葉付き騎士鉄十字章の初授与者となる。その後、第20山岳軍司令官に就任してノルウェーに留まり、北欧への連合国軍の反攻に備えた。翌1941年に独ソ戦が始まると、フィンランドとともにソ連の重要な補給受け入れ港であったムルマンスク攻略を目指したが（銀狐作戦）、戦力不足と厳しい気候・地形に阻まれ目的は達成できなかった。
1944年6月23日、会議においてソ連軍に降伏したフィンランド軍を軽蔑する言葉を発したヒトラーにディートルは、「総統閣下、私は一人のバイエルン人としてあなたに話しかけなければなりません！」とテーブルを叩いて、フィンランドに対するヒトラーの不当な評価を激しく非難した。意外にもヒトラーはディートルに対して「君の言うことは全面的に正しい」と答え、ディートルに心のこもった別れを告げた後、他の軍人の方を向いて「諸君、私の将軍たちはみなあの男のようであって欲しいものだ」と語ったとされる。
その数時間後、ディートルとトーマス＝エミール・フォン・ヴィッケデ歩兵大将、カール・エグルゼーア山岳兵大将、フランツ・ロッシ中将及び他3人の乗客計7名を乗せたJu 52がオーストリアシュタイアーマルク州レッテンネゲ近郊で墜落し、ディートルを含め全員死亡した。
その死後、7月1日に柏葉剣付騎士鉄十字章を追贈された。